# Budapesti 13. sz. országgyűlési egyéni választókerület
A budapesti 13. sz. országgyűlési egyéni választókerület egyike annak a 106 választókerületnek, amelyre a 2011. évi CCIII. törvény Magyarország területét felosztja, és amelyben a választópolgárok egy-egy országgyűlési képviselőt választhatnak. A választókerület nevének szabványos rövidítése: Budapest 13. OEVK. Székhelye: Budapest XVI. kerülete 

## Területe
A választókerületet az alábbiak szerint határozza meg a törvény:
1. A XIV. kerület választókerülethez tartozó részeinek határa: A Csömöri út és a rákospalotai körvasút keresztezésénél lévő kerülethatár ponttól kiindulva a Csömöri út páratlan oldalán a Rákospatak utcáig, a Rákospatak utca páratlan oldalán haladva, a Szugló utcát keresztezve a Vezér utcáig, a Vezér utca páratlan oldalán az Egressy útig, az Egressy út páratlan oldalán a Csernyus utcáig, a Csernyus utca páratlan oldalán a Mogyoródi útig, a Mogyoródi út páratlan oldalán a Nagy Lajos király útjáig, a Nagy Lajos király útja páratlan oldalán a Fogarasi útig, a Fogarasi út páros oldalán az Álmos vezér útjáig, az Álmos vezér útja páratlan oldalán a Mirtusz utcáig, a Mirtusz utca páros oldalán a Vezér utcáig, a Vezér utca középvonalán a Tihany utcáig, a Tihany utca középvonalán a Fischer István utcáig, a Fischer István utcán a Fogarasi útig, a Fogarasi út páros oldalán a vasútvonalig, innen a kerülethatáron a kiindulási pontig körbezárt terület.
2. A XVI. kerület teljes területe, amelynek határa: A XIV.–XV.–XVI. kerületek hármas határpontjától halad a Rákospalotai határúttól kezdődően a Budapest–Csömör határán lévő erdő sarokpontjáig. Innen a határ délkelet felé fordulva az erdő szélén folytatódik a Mókus utca kezdetéig, majd a Csömöri út elméleti folytatásaként a szabályozatlan vízfolyás medre mentén az Asztag utcába ívelve, az Árpádföldi úton megtörve halad a Csöbör út végződéséhez érve Csömör község határvonaláig. Onnan folytatódik a Budapesti út–Akácos út–Magtár utca kereszteződésétől az Akácos út mentén haladva, annak egyenes folytatásaként a Szabadföld út–Kistarcsa kerülethatárig, majd megtörve a Nagytarcsa felőli fővárosi határvonal mellett haladva, a Szilas patakot átszelve a Mátyásföld–Nagytarcsa–XVII. kerületi rákosligeti hármas határpontnál lévő dűlőút mentén nyugat, majd délnyugat felé fordulva eléri a Cinkotai kiserdő délkeleti szélét. Az erdő szélén haladva, a dűlőutat elhagyva a Rákosligeti határút–Forrásmajori dűlőút kereszteződésének hármas kerületi határpontjától a Pesti határút folytatásának elméleti vonala képezi a kerület határát. Innen továbbhaladva a Pesti határút, Sárgarózsa utca, Kerepesi úttal párhuzamosan haladó HÉV északi oldala, innen északnyugatra fordulva a töltésre épített vasútvonal – Szolnoki út, Körvasút sor felőli – koronavonalának töltés alja, majd a Körvasút sor végződésénél a Rákospalotai határút kezdeténél lévő hármas határkereszteződés kiinduló pontja a kezdő hármas határkereszteződés.

## Országgyűlési képviselője
| Név              | Párt                                         | Párt        | Terminus    | Megjegyzés                                   |
| ---------------- | -------------------------------------------- | ----------- | ----------- | -------------------------------------------- |
| Szatmáry Kristóf |                                              | Fidesz-KDNP | 2014 – 2022 | A 2014-es országgyűlési választás eredménye: |
| Szatmáry Kristóf | A 2018-as országgyűlési választás eredménye: | Fidesz-KDNP | 2014 – 2022 |                                              |
| Vajda Zoltán     |                                              | MSZP        | 2022 –      | A 2022-es országgyűlési választás eredménye: |

## Demográfiai profilja
| Iskolai végzettség                | Iskolai végzettség               | Iskolai végzettség | Iskolai végzettség | Iskolai végzettség |
| --------------------------------- | -------------------------------- | ------------------ | ------------------ | ------------------ |
|                                   |                                  |                    |                    | fő                 |
| Általános iskolát nem végezte el  | Általános iskolát nem végezte el |                    | 640                | 640                |
| Általános iskola                  | Általános iskola                 |                    | 6876               | 6876               |
| Szakmunkás                        | Szakmunkás                       |                    | 7534               | 7534               |
| Érettségi                         | Érettségi                        |                    | 28691              | 28691              |
| Diploma                           | Diploma                          |                    | 30609              | 30609              |
| A 2022. évi népszámlálás szerint. |                                  |                    |                    |                    |

A budapesti 13. sz. választókerület lakónépessége 2022. október 1-jén 90 928 fő volt. A 2011-es és a 2022-es népszámlálás között 1922 fővel nőtt a választókerület lakosság száma. A választókerületben a korösszetétel alapján a legtöbben a középkorúak élnek 33 076 fővel, míg a legkevesebben a gyermekek 16 578 fővel. A választókerület lakosságának a 90,3%-nál van internet elérési lehetőség.
A legmagasabb befejezett iskolai végzettség szerint a diplomával rendelkezők élnek a legtöbben 30 609 fő, utánuk a következő nagy csoport az érettségizettek 28 691 fővel.
Gazdasági aktivitás szerint a lakosság több mint a fele foglalkoztatott 46 382 fő, második legjelentősebb csoport az inaktív keresők, akik főleg nyugdíjasok 19 847 fővel.
A választókerület legjelentősebb nemzetiségi csoportja a német 862 fő, illetve a cigány 287 fő. Magyar állampolgársággal nem rendelkező külföldi állampolgárok aránya 3,1%.
Vallási összetétel szerint a választókerületben lakók legnagyobb vallása a római katolikus (19 588 fő), valamint jelentős közösség még a reformátusok (6109 fő). A vallási közösséghez nem tartozók száma szintén jelentős (12 516 fő), a választókerületben a második legnagyobb csoport a római katolikus vallás után.

## Országgyűlési választások
| Párt                                                                            | Párt                      | Jelölt                 | Szavazatok | %     | ± %   |
| ------------------------------------------------------------------------------- | ------------------------- | ---------------------- | ---------- | ----- | ----- |
|                                                                                 | Egységben Magyarországért | Vajda Zoltán           | 25 080     | 45,46 | 10,91 |
|                                                                                 | Fidesz-KDNP               | Szatmáry Kristóf       | 24 612     | 44,61 | 2,7   |
|                                                                                 | Mi Hazánk                 | Nagyné Hollósi Éva     | 1833       | 3,32  | Új    |
|                                                                                 | MKKP                      | Bojti Bence            | 1749       | 3,17  | Új    |
|                                                                                 | Független                 | Schaffer Viktor        | 666        | 1,21  | Új    |
|                                                                                 | MEMO                      | Dr. Stelli-Kis Sándor  | 610        | 1,11  | Új    |
|                                                                                 | Munkáspárt-ISZOMM         | Dr. Szanyi Tibor       | 393        | 0,71  | 0,15  |
|                                                                                 | Normális Párt             | Dr. Zsidró László      | 229        | 0,42  | Új    |
| Megjelent                                                                       | Megjelent                 | Megjelent              | 55 884     | 80,99 | 0,38  |
| Választópolgárok száma                                                          | Választópolgárok száma    | Választópolgárok száma | 68 991     | 100   | 1,2   |
| Az MSZP az ellenzéki összefogás részeként elnyeri a körzetet a Fidesz-KDNP-től. |                           |                        |            |       |       |

| Párt                             | Párt                   | Jelölt                 | Szavazatok | %     | ± %  |
| -------------------------------- | ---------------------- | ---------------------- | ---------- | ----- | ---- |
|                                  | Fidesz-KDNP            | Szatmáry Kristóf       | 23 328     | 41,91 | 0,33 |
|                                  | Együtt                 | Vajda Zoltán           | 22 245     | 39,96 | 1,8  |
|                                  | Jobbik                 | Tokody Marcell         | 5086       | 9,14  | 2,2  |
|                                  | LMP                    | Mizsei László          | 4048       | 7,27  | 1,06 |
|                                  | Munkáspárt             | Koch János             | 311        | 0,56  | Új   |
|                                  | Egyéb pártok           |                        | 597        | 1,17  | 1,14 |
| Megjelent                        | Megjelent              | Megjelent              | 56 285     | 80,61 | 6,14 |
| Választópolgárok száma           | Választópolgárok száma | Választópolgárok száma | 69 822     | 100   | 0,07 |
| A Fidesz-KDNP tartja a körzetet. |                        |                        |            |       |      |

| Párt                                | Párt                   | Jelölt                 | Szavazatok | %     |
| ----------------------------------- | ---------------------- | ---------------------- | ---------- | ----- |
|                                     | Fidesz-KDNP            | Szatmáry Kristóf       | 21 445     | 41,58 |
|                                     | Összefogás             | Karácsony Gergely      | 19 682     | 38,16 |
|                                     | Jobbik                 | Kredits Krisztina      | 5850       | 11,34 |
|                                     | LMP                    | Mizsei László          | 3201       | 6,21  |
|                                     | Szociáldemokraták      | Csizmazia Ferenc       | 207        | 0,4   |
|                                     | Egyéb pártok           |                        | 1189       | 2,31  |
| Megjelent                           | Megjelent              | Megjelent              | 52 039     | 74,47 |
| Választópolgárok száma              | Választópolgárok száma | Választópolgárok száma | 69 876     | 100   |
| A Fidesz-KDNP nyeri meg a körzetet. |                        |                        |            |       |

## Ellenzéki előválasztás – 2021
| Frakció                            | Frakció         | Jelölő szervezetek                   | Jelölt          | Szavazatok | %     |
| ---------------------------------- | --------------- | ------------------------------------ | --------------- | ---------- | ----- |
|                                    | MSZP            | MSZP, Párbeszéd, LMP, ÚK, MMM, MARÉG | Vajda Zoltán    | 4328       | 42,57 |
|                                    | DK              | DK, Jobbik, Liberálisok              | Nemes Gábor     | 2663       | 26,20 |
|                                    | Momentum        | Momentum                             | Hollai Gábor    | 2500       | 24,59 |
|                                    | ÚVNP/LMP        | ÚVNP                                 | Palotás János   | 675        | 6,64  |
| Összes szavazat                    | Összes szavazat | Összes szavazat                      | Összes szavazat | 10 166     | 100   |
| Vajda Zoltán nyeri meg a körzetet. |                 |                                      |                 |            |       |